# Copa do Nordeste de Futebol Sub-20 de 2025
A Copa do Nordeste de Futebol Sub-20 de 2025 é a 13.ª edição deste torneio de futebol realizado pela Confederação Brasileira de Futebol (CBF), com inicio previsto para o dia 5 de agosto e termino, entre os dias 10 e 17 de setembro. Disputada por 16 equipes, a edição de 2025 marca o retorno da competição ao calendário de competições de base, tendo sua última edição realizada em 2021, conquista pelo Vitória.

## Regulamento
A Copa do Nordeste Sub-20 de 2025, terá um regulamento e formato diferentes das edições anteriores. Primeira mente, a competição será dividida em quatro fases distintas, de acordo com o regulamento da competição.
- 1.ª Fase: 16 (dezesseis) Clubes distribuídos em 4 (quatro) grupos de 4 (quatro) Clubes;
- 2.ª Fase: (Quartas de final): 8 (oito) Clubes distribuídos em 4 (quatro) grupos de 2 (dois) Clubes cada;
- 3.ª Fase: (Semifinal): 4 (quatro) Clubes distribuídos em 2 (dois) grupos de 2 (dois) Clubes cada;
- 4.ª Fase: (Final): 2 (dois) Clubes distribuídos em 1 (um) grupo.

Da fase inicial até as semifinais, todos os clubes jogaram partidas únicas, com exceção da fase final que será realizada em jogos de ida e volta.

### Critérios de desempate
Em caso de empate em pontos ganhos entre 2 (dois) ou mais Clubes ao final da 1ª Fase da Copa do Nordeste Sub-20, o desempate será definido observando os critérios abaixo, aplicados à referida fase:
1. Maior número de vitórias;
2. Maior saldo de gols;
3. Maior número de gols pró;
4. Menor número de cartões vermelhos recebidos;
5. Menor número de cartões amarelos recebidos;
6. Sorteio.

Nas 2ª e 3ª Fases, em caso de empate, o desempate será definido através de cobrança de pênaltis. Na 4ª fase, o desempate será definido observando os critérios abaixo:
1. Maior saldo de gols;
2. Cobrança de pênaltis.

Vale ressaltar que a disputa de pênaltis, quando aplicável, deverá ser iniciada em até 10 (dez) minutos após o término da partida de volta ou única, conforme a respectiva fase.

## Equipes classificadas
Na distribuição das 16 vagas, nove são para os campeões estaduais sub-20, enquanto sete são vagas para os vice-campeões estaduais da categoria, na temporada de 2024. As vagas para os vice-campeões são definidos entre os sete estados mais bem colocados no Ranking Nacional das Federações (RNF), da CBF.
| Estado              | Clube            | Forma de classificação                          |
| ------------------- | ---------------- | ----------------------------------------------- |
| Alagoas             | CRB              | Campeão do Estadual 2024                        |
| Alagoas             | Jacyobá          | Vice-campeão do Estadual 2024                   |
| Bahia               | Bahia            | Campeão do Estadual 2024                        |
| Bahia               | Vitória          | Vice-campeão do Estadual 2024                   |
| Ceará               | Fortaleza        | Campeão do Estadual 2024                        |
| Ceará               | Ceará            | Vice-campeão do Estadual 2024                   |
| Maranhão            | IAPE             | Campeão do Estadual 2024                        |
| Maranhão            | Americano-MA     | Vice-campeão do Estadual 2024                   |
| Paraíba             | Cruzeiro-PB      | Campeão do Estadual 2024                        |
| Paraíba             | Sport-PB         | Terceiro melhor colocado geral do Estadual 2024 |
| Pernambuco          | Sport            | Campeão do Estadual 2024                        |
| Pernambuco          | Retrô            | Vice-campeão do Estadual 2024                   |
| Piauí               | Piauí            | Campeão do Estadual 2024                        |
| Rio Grande do Norte | América de Natal | Vice-campeão do Estadual 2024                   |
| Rio Grande do Norte | Quinho           | Quarto melhor colocado do Estadual 2024         |
| Sergipe             | Falcon           | Campeão do Estadual 2024                        |

## Primeira fase

### Fase de grupos
Três rodadas serão disputadas, sendo que os oito clubes melhor posicionados no ranking adaptado farão duas partidas como mandante e uma como visitante. Os demais farão duas partidas como visitante e uma como mandante. Líder e vice-líder de cada grupo vão avançar ao mata-mata, que terá quartas de final, semifinal e a final.
|  | Atualizado até os jogos disputados em 14 de agosto. |

#### Grupo A
| Pos | Equipe           | Pts | J | V | E | D | GP | GC | SG  | Classificado |  | FOR | PIA | AMN | JAC |
| --- | ---------------- | --- | - | - | - | - | -- | -- | --- | ------------ |  | --- | --- | --- | --- |
| 1   | Fortaleza        | 9   | 3 | 3 | 0 | 0 | 11 | 1  | +10 | Fase final   |  | —   |     | 2–0 | 6–0 |
| 2   | Piauí            | 6   | 3 | 2 | 0 | 1 | 4  | 4  | 0   | Fase final   |  | 1–3 | —   |     |     |
| 3   | América de Natal | 3   | 3 | 1 | 0 | 2 | 2  | 3  | −1  |              |  |     | 0–1 | —   |     |
| 4   | Jacyobá          | 0   | 3 | 0 | 0 | 3 | 1  | 10 | −9  |              |  | 1–2 | 1–1 | —   |     |

#### Grupo B
| Pos | Equipe               | Pts | J | V | E | D | GP | GC | SG | Classificado |     | CEA | CRB | QFC | FAL |
| --- | -------------------- | --- | - | - | - | - | -- | -- | -- | ------------ | --- | --- | --- | --- | --- |
| 1   | Ceará                | 7   | 3 | 2 | 1 | 0 | 4  | 1  | +3 | Fase final   |     | —   | 1–0 | 2–0 |     |
| 2   | CRB                  | 4   | 3 | 1 | 1 | 1 | 4  | 3  | +1 | Fase final   |     |     | —   | 2–2 | 2–0 |
| 3   | Quinho Futebol Clube | 2   | 3 | 0 | 2 | 1 | 3  | 5  | −2 |              |     |     |     | —   |     |
| 4   | Falcon               | 2   | 3 | 0 | 2 | 1 | 2  | 4  | −2 |              | 1–1 |     | 1–1 | —   |     |

#### Grupo C
| Pos | Equipe   | Pts | J | V | E | D | GP | GC | SG  | Classificado |     | BAH | RET | IAP | SPB |
| --- | -------- | --- | - | - | - | - | -- | -- | --- | ------------ | --- | --- | --- | --- | --- |
| 1   | Bahia    | 7   | 3 | 2 | 1 | 0 | 7  | 0  | +7  | Fase final   |     | —   | 0–0 | 3–0 |     |
| 2   | Retrô    | 5   | 3 | 1 | 2 | 0 | 4  | 0  | +4  | Fase final   |     |     | —   | 0–0 | 4–0 |
| 3   | IAPE     | 4   | 3 | 1 | 1 | 1 | 5  | 3  | +2  |              |     |     |     | —   | 5–0 |
| 4   | Sport-PB | 0   | 3 | 0 | 0 | 3 | 0  | 13 | −13 |              | 4–0 |     |     | —   |     |

#### Grupo D
| Pos | Equipe       | Pts | J | V | E | D | GP | GC | SG | Classificado |  | VIT | SPO | CPB | AME |
| --- | ------------ | --- | - | - | - | - | -- | -- | -- | ------------ |  | --- | --- | --- | --- |
| 1   | Vitória      | 7   | 3 | 2 | 1 | 0 | 7  | 5  | +2 | Fase final   |  | —   | 3–2 |     | 2–1 |
| 2   | Sport        | 6   | 3 | 2 | 0 | 1 | 9  | 4  | +5 | Fase final   |  |     | —   | 2–0 | 5–1 |
| 3   | Cruzeiro-PB  | 2   | 3 | 0 | 2 | 1 | 3  | 5  | −2 |              |  | 2–2 |     | —   |     |
| 4   | Americano-MA | 1   | 3 | 0 | 1 | 2 | 3  | 8  | −5 |              |  |     | 1–1 | —   |     |

## Segunda fase
As oito melhores equipes da fase de grupos, disputarão um “chaveamento olímpico” onde as equipes se enfrentarão uma única vez, até as semifinais. A final será realizada em dois jogos. Prevalece o mando de campo a equipe melhor colocada na classificação geral, todos os jogos foram publicados na tabela preliminar da competição.
|  | Quartas de final | Quartas de final |  |  | Semifinais    | Semifinais    |  |  | Final               | Final               | Final               | Final               |  |  |
|  | 27 de agosto     | 27 de agosto     |  |  | 3 de setembro | 3 de setembro |  |  | 10 e 17 de setembro | 10 e 17 de setembro | 10 e 17 de setembro | 10 e 17 de setembro |  |  |
|  |                  |                  |  |  |               |               |  |  |                     |                     |                     |                     |  |  |
|  |                  |                  |  |  |               |               |  |  |                     |                     |                     |                     |  |  |
|  |                  |                  |  |  |               |               |  |  |                     |                     |                     |                     |  |  |
|  |                  |                  |  |  |               |               |  |  |                     |                     |                     |                     |  |  |
|  |                  |                  |  |  |               |               |  |  |                     |                     |                     |                     |  |  |
|  |                  |                  |  |  |               |               |  |  |                     |                     |                     |                     |  |  |
|  |                  |                  |  |  |               |               |  |  |                     |                     |                     |                     |  |  |
|  |                  |                  |  |  |               |               |  |  |                     |                     |                     |                     |  |  |
|  |                  |                  |  |  |               |               |  |  |                     |                     |                     |                     |  |  |
|  |                  |                  |  |  |               |               |  |  |                     |                     |                     |                     |  |  |
|  |                  |                  |  |  |               |               |  |  |                     |                     |                     |                     |  |  |
|  |                  |                  |  |  |               |               |  |  |                     |                     |                     |                     |  |  |
|  |                  |                  |  |  |               |               |  |  |                     |                     |                     |                     |  |  |
|  |                  |                  |  |  |               |               |  |  |                     |                     |                     |                     |  |  |
|  |                  |                  |  |  |               |               |  |  |                     |                     |                     |                     |  |  |
|  |                  |                  |  |  |               |               |  |  |                     |                     |                     |                     |  |  |
|  |                  |                  |  |  |               |               |  |  |                     |                     |                     |                     |  |  |
|  |                  |                  |  |  |               |               |  |  |                     |                     |                     |                     |  |  |
|  |                  |                  |  |  |               |               |  |  |                     |                     |                     |                     |  |  |
|  |                  |                  |  |  |               |               |  |  |                     |                     |                     |                     |  |  |
|  |                  |                  |  |  |               |               |  |  |                     |                     |                     |                     |  |  |

## Estatísticas

### Artilharia
| Pos. | Jogador         | Equipe    | Gols |
| ---- | --------------- | --------- | ---- |
| 1    | Michael Fashanu | Fortaleza | 4    |
| 2    | Emanoel         | Vitória   | 2    |
| 2    | Arthur Maron    | Sport     | 2    |